# Mellem liv og død
|  | Denne artikel er oprettet af botten Steenthbot ud fra en ekstern database. Den kan derfor have sproglige fejl eller mangler. Denne skabelon kan fjernes efter kontrol af indholdet. |

Mellem liv og død er en dansk kortfilm fra 2014 instrueret af Sofia Stara Albidus.

## Handling
Ved at tage turen ned ad en af Odenses tilsyneladende hyggelige gader, kan fornemmelsen af klaustrofobi hurtigt overtage ens væsen og muligheden for at slippe væk. I den evige gentagelse går tiden ubemærket forbi, hvor de eneste ændringer man hører om, er det skiftende vejr.